# Alison Skipworth
Alison Skipworth, född 25 juli 1863 i London, England, död 5 juli 1952 i New York, USA, var en engelsk skådespelare som sedan 1890-talet arbetade i USA. Hon medverkade i ett femtiotal filmer.

## Filmografi, urval
- 1930 – Som en tjuv om natten
- 1932 – Om jag hade en miljon
- 1932 – Natt efter natt
- 1933 – Alice i underlandet
- 1933 – Grabben hela dan
- 1933 – Höga visan
- 1935 – Ett skepp kommer lastat...
- 1935 – Falskt spår
- 1935 – Fåfängans marknad
- 1935 – Spansk karneval
- 1935 – Tillbaka till livet
- 1936 – Satan Met a Lady
- 1936 – Prinsessan Olga av Sverige